# Пащенко, Андрей Филиппович
Андрей Филиппович Пащенко (15 августа 1883, Ростов-на-Дону — 16 ноября 1972, Москва) — русский композитор. Заслуженный деятель искусств РСФСР (1957).

## Биография
В 1917 году окончил Петроградскую консерваторию, где учился у Я. Витолса и М. О. Штейнберга. В 1917—1921 годах заведовал музыкальной библиотекой Государственного оркестра, в 1921—1931 годах — библиотекой Ленинградской филармонии. С 1961 года жил в Москве. Умер в 1972 году. Похоронен на Бабушкинском кладбище.

## Творчество
Начал творческую деятельность в 1913 году. Автор многочисленных произведений различных жанров, в том числе опер «Чёрный Яр» (1931, первое воплощение образа В. И. Чапаева на оперной сцене) и «Мастер и Маргарита» (1971, первая в мире опера на сюжет романа), а также 16 симфоний. В раннем творчестве следовал традициям национальной композиторской школы, впоследствии испытал влияние А. Н. Скрябина и французских импрессионистов. Характеризуется критикой как «мастер массового стиля и яркий колорист хора и оркестра».

## Избранные произведения

### Оперы
- «Орлиный бунт» (1-я пост.: Л., 7 ноября 1925)[1]
- «Царь Максимилиан» (1927), по мотивам одноимённой народной пьесы[1]
- «Чёрный Яр» (1-я пост.: Л., 12 июня 1931)[1]
- «Помпадуры» (1939), по произведениям М. Е. Салтыкова-Щедрина «Помпадуры и помпадурши» и «История одного города»[2]
- «Молодая гвардия» (1947), по одноимённому роману А. А. Фадеева[2]
- «Свадьба Кречинского» (1949), по одноимённой пьесе А. В. Сухово-Кобылина[2]
- «Шут Балакирев» (1949)[2]
- «Горячие сердца» (1954)[2]
- «Капризная невеста» (1956), по пьесе Н. М. Дьяконова «Свадьба с приданым»[1]
- «Радда и Лойко» (1957), по рассказу М. Горького «Макар Чудра»[1]
- «Мастер и Маргарита» (1971), по одноимённому роману М. А. Булгакова[5]

### Балеты
- «Весенний гул» (1926)[2]

### Сочинения для оркестра
- 16 симфоний
- Симфоническая поэма «Гиганты» (1913)
- Скерцо «Арлекин и Коломбина» (1-е исп.: Петроград, 1915)
- Концерт для скрипки с оркестром (1923)
- Симфоническая мистерия (1923) 1-е в мире сочинение, специально написанное для терменвокса. Партитура была утеряна. Композитор Олеся Ростовская в 2020 году реконструировала партитуру по авторскому клавиру и исполнила партию на терменвоксе[6]
- Симфоническая поэма «Чапаев» (1957)

### Вокальная музыка
- «Песнь солнценосца» для хора и оркестра (1928)
- Около 60 песен и романсов
- Хоры

### Музыка к кинофильмам
- «Иудушка Головлёв» (1933)
- «Дубровский» (1936)
- «Неустрашимые» (1937)
- «Искусство Хохломы» (1946)[3]
- «Чужая родня» (1955)
- «Советская Бурят-Монголия» (1956)[3]

## Комментарии
1. ↑  Одноимённая камерная опера С. М. Слонимского, начатая ещё в 1970 году, была завершена через год после оперы Пащенко.